# Arxama
Arxama is een geslacht van vlinders van de familie van de familie van de grasmotten (Crambidae), uit de onderfamilie van de Spilomelinae. De wetenschappelijke naam voor dit geslacht is voor het eerst gepubliceerd in 1866 door Francis Walker.

## Soorten
- A. atralis Hampson, 1897
- A. cretacealis Hampson, 1906
- A. ochraecealis Hampson, 1906
- A. subcervinalis Walker, 1866